# Episodi di Bonanza (decima stagione)
La decima stagione della serie televisiva Bonanza è andata in onda negli Stati Uniti dal 15 settembre 1968 all'11 maggio 1969 sulla NBC.
| nº | Titolo originale                   | Prima TV USA      | Titolo italiano | Prima TV Italia |
| -- | ---------------------------------- | ----------------- | --------------- | --------------- |
| 1  | Different Pines, Same Wind         | 15 settembre 1968 |                 |                 |
| 2  | Child                              | 22 settembre 1968 |                 |                 |
| 3  | Salute to Yesterday                | 29 settembre 1968 |                 |                 |
| 4  | The Real People of Muddy Creek     | 6 ottobre 1968    |                 |                 |
| 5  | The Passing of a King              | 13 ottobre 1968   |                 |                 |
| 6  | The Last Vote                      | 20 ottobre 1968   |                 |                 |
| 7  | Catch as Catch Can                 | 27 ottobre 1968   |                 |                 |
| 8  | Little Girl Lost                   | 3 novembre 1968   |                 |                 |
| 9  | The Survivors                      | 10 novembre 1968  |                 |                 |
| 10 | Sound of Drums                     | 17 novembre 1968  |                 |                 |
| 11 | Queen High                         | 1º dicembre 1968  |                 |                 |
| 12 | Yonder Man                         | 8 dicembre 1968   |                 |                 |
| 13 | Mark of Guilt                      | 15 dicembre 1968  |                 |                 |
| 14 | A World Full of Cannibals          | 22 dicembre 1968  |                 |                 |
| 15 | Sweet Annie Laurie                 | 5 gennaio 1969    |                 |                 |
| 16 | My Friend, My Enemy                | 12 gennaio 1969   |                 |                 |
| 17 | Mrs. Wharton and the Lesser Breeds | 19 gennaio 1969   |                 |                 |
| 18 | Erin                               | 26 gennaio 1969   |                 |                 |
| 19 | Company of Forgotten Men           | 2 febbraio 1969   |                 |                 |
| 20 | The Clarion                        | 9 febbraio 1969   |                 |                 |
| 21 | The Lady and the Mountain Lion     | 23 febbraio 1969  |                 |                 |
| 22 | Five Candles                       | 2 marzo 1969      |                 |                 |
| 23 | The Wish                           | 9 marzo 1969      |                 |                 |
| 24 | The Deserter                       | 16 marzo 1969     |                 |                 |
| 25 | Emily                              | 23 marzo 1969     |                 |                 |
| 26 | The Running Man                    | 30 marzo 1969     |                 |                 |
| 27 | The Unwanted                       | 6 aprile 1969     |                 |                 |
| 28 | Speak No Evil                      | 20 aprile 1969    |                 |                 |
| 29 | The Fence                          | 27 aprile 1969    |                 |                 |
| 30 | A Ride in the Sun                  | 11 maggio 1969    |                 |                 |

## Different Pines, Same Wind
- Prima televisiva: 15 settembre 1968
- Diretto da: Leon Benson
- Scritto da: Suzanne Clauser

### Trama
- Guest star: John Randolph (dottore), G. D. Spradlin (Jenks), Hal Burton (taglialegna), John Wheeler (barista), Herb Voland (Jason Milburn), George Murdock (Marks), Irene Tedrow (Carrie Picket)

## Child
- Prima televisiva: 22 settembre 1968
- Diretto da: Leon Benson
- Scritto da: Jack B. Sowards

### Trama
- Guest star: Robert Ball (commesso), John Marley (Marshal Millett), E. J. Schuster (Harry), Frank DeVol (Brother Stoner), Henry Beckman (Charlie Matson), Bruce Kirby (Chad), Harry Hickox (sindaco Bingham), Charles Maxwell (Buck [Waystation Owner)], Yaphet Kotto (Child Barnett)

## Salute to Yesterday
- Prima televisiva: 29 settembre 1968
- Diretto da: Leon Benson
- Scritto da: John Hawkins

### Trama
- Guest star: Bob Miles (bandito), Richard Lapp (Trooper Kelly), Rudy Diaz (Rio), Hal Burton (bandito), Troy Melton (caporale Jensen), Pepe Callahan (Rojo), John Kellogg (sergente Ordy), Pat Conway (capitano Jim Harris), Carlos Rivas (Angel Montana), Sandra Smith (Ann Purcell Harris)

## The Real People of Muddy Creek
- Prima televisiva: 6 ottobre 1968
- Diretto da: Leon Benson
- Scritto da: Alf Harris

### Trama
- Guest star: Susan Trustman (Linda), Hal Lynch (Haines), Clifton James (Lawson), Stuart Randall (sceriffo Walker), Troy Melton (bandito), Jean Hale (Casey Collins), Ed Long (vice sceriffo), Ann Doran (Mrs. Walker), Val Bisoglio (Cliff Harper), Jon Lormer (Jody), Russell Thorson (Simon), Mitch Vogel (Tommy), Joe Don Baker (Luke Harper)

## The Passing of a King
- Prima televisiva: 13 ottobre 1968
- Diretto da: Leon Benson
- Scritto da: B. W. Sandefur

### Trama
- Guest star: Diana Muldaur (Mary Roman), Larry Ward (Carver), Jackie Searl (Harrison), Denver Pyle (Claude Roman), Dan Tobin (giudice Rideout), Russ Conway (Balenger), K. L. Smith (sceriffo), Jeremy Slate (Jeremy Roman)

## The Last Vote
- Prima televisiva: 20 ottobre 1968
- Diretto da: Joseph Pevney
- Scritto da: Robert Vincent Wright

### Trama
- Guest star: Bruno VeSota (barista), Bob Miles (cittadino), Tom Bosley (Titus Simpson), Hal Burton (cittadino), Troy Melton (cittadino), Alex Sharp (cittadino), Lane Bradford (Tim), David Sharpe (Davey), Robert Emhardt (giudice Clampton), Wally Cox (Phineas Burke), Don Haggerty (Pete), Bill Clark (cittadino), Jesse Wayen (cittadino)

## Catch as Catch Can
- Prima televisiva: 27 ottobre 1968
- Diretto da: Robert L. Friend
- Scritto da: David Lang

### Trama
- Guest star: Robert Eric Winter (Daley), Slim Pickens (sceriffo Gant), John Perak (Billy), Peter Marland-Jones (Hollis), Arthur Malet (Tingle), John Quade (addetto al telegrafo), Robert Yuro (Rice), Paul Richards (Amos Parker)

## Little Girl Lost
- Prima televisiva: 3 novembre 1968
- Diretto da: Don Richardson
- Scritto da: Michael Fessier

### Trama
- Guest star: Antoinette Bower (Martha Cartwright Dorcas), George Mitchell (Calvin Dorcas), Robert Padilla (Charley), Robert V. Barron (conducente della diligenza), Linda Sue Risk (Samantha)

## The Survivors
- Prima televisiva: 10 novembre 1968
- Diretto da: Leon Benson
- Scritto da: John Hawkins, Colin MacKenzie, S. H. Barnett

### Trama
- Guest star: John Carter (Wayne Purcell), Stuart Nisbet (Paul Fletcher), Harriet Medin (Elizabeth Bowen), Ed Bakey (Hake), Sydney Smith (Peter Green), Martin Ashe (maggiore Anderson), Lesley Woods (Agnes Smith), Mariette Hartley (Namyope/Alicia Purcell)

## Sound of Drums
- Prima televisiva: 17 novembre 1968
- Diretto da: Robert L. Friend
- Scritto da: William F. Leicester

### Trama
- Guest star: Michael Stefani (Lorenzo Rossi), Joaquin Martinez (Red Sky), Pete Hernandez (Lame Dog), Debra Domasin (Indian Girl), Penny Santon (Maria Rossi), Mark Tapscott (Mr. Sapien), Byron Morrow (Sam Kettle), Brioni Farrell (Regina Rossi), Jack Kruschen (Giorgio Rossi)

## Queen High
- Prima televisiva: 1º dicembre 1968
- Diretto da: Leon Benson
- Scritto da: Michael Fessier

### Trama
- Guest star: Ken Drake (Sam Jacks), Dabney Coleman (Ivar Peterson), Edward Schaaf (Beggs), Sándor Szabó (Ludwig), Paul Lambert (Miles Renfro), Celeste Yarnall (Katie Kelly)

## Yonder Man
- Prima televisiva: 8 dicembre 1968
- Diretto da: Leo Penn
- Scritto da: Milton S. Gelman

### Trama
- Guest star: Rodolfo Acosta (Matar), Larry Ward (vice Stryker), Bruno VeSota (barista), Pepper Martin (Hawkface), John Vernon (Beaudry), Melissa Murphy (Noreen)

## Mark of Guilt
- Prima televisiva: 15 dicembre 1968
- Diretto da: Leon Benson
- Scritto da: Ward Hawkins, Frank Telford

### Trama
- Guest star: Sam Greene (Emo Younger), Dick Foran (Ed Gittner), Gordon Dilworth (giudice), Hal Burton (Jury Member), Lou Frizzell (Jackson), Alan Bergmann (Mr. Gordon), Michael Vandever (Davis)

## A World Full of Cannibals
- Prima televisiva: 22 dicembre 1968
- Diretto da: Gunner Hellström
- Scritto da: Preston Wood

### Trama
- Guest star: Don Rizzan (reporter), Clint Sharp (cocchiere), Jeff Morris (Haley), James Patterson (Charles Ball), John Milford (Rodgers), John Archer (Marshal Ludlow), Harlan Warde (procuratore distrettuale), Bart La Rue (Purdy), Linda Marsh (Harriet Ball), David Bond (predicatore), Peter Mark Richman (Richard Vandeman)

## Sweet Annie Laurie
- Prima televisiva: 5 gennaio 1969
- Diretto da: Don Richardson
- Scritto da: Jackson Gillis, John Hawkins, Jess Carneol, Kay Lenard

### Trama
- Guest star: James Olson (Kelly Adams), James Jeter (Duncan), Ray Fine (Ryan), Dean Goodhill (commesso), Lawrence Dane (Paul Rodgers), Joan Van Ark (Annie Laurie Adams)

## My Friend, My Enemy
- Prima televisiva: 12 gennaio 1969
- Diretto da: Leon Benson
- Scritto da: Stanley Roberts, Jack B. Sowards

### Trama
- Guest star: Duane Grey (Firman), Chick Chandler (giudice Butler), Sunshine Parker (Charley Boy), Bill Clark (John Leggett), Ben Hammer (Quinn), Woodrow Parfrey (Theodore Scott), John Saxon (Jacova), Raymond Guth (Hiram), Gregory Walcott (sceriffo Crowley)

## Mrs. Wharton and the Lesser Breeds
- Prima televisiva: 19 gennaio 1969
- Diretto da: Leon Benson
- Scritto da: Preston Wood

### Trama
- Guest star: J. S. Johnson (Carmody), Jess Pearson (Ed), Mildred Natwick (Mrs. Wharton), Alexander Beckett (commesso viaggiatore), Ollie O'Toole (barista), Chanin Hale (Laura Mae), Jeff Morris (Dunne), Oren Stevens (Billy Buckman), Charles Bail (Reese)

## Erin
- Prima televisiva: 26 gennaio 1969
- Diretto da: Don Richardson
- Scritto da: Sandy Summerhayes

### Trama
- Guest star: Mary Fickett (Erin O'Donnell), Joan Tompkins (Mrs. Murray), Harry Holcombe (dottor Martin), Helen Stevens (Mary Beth), Michael Keep (Bear Hunter), Don Briggs (Clint Murray)

## Company of Forgotten Men
- Prima televisiva: 2 febbraio 1969
- Diretto da: Leon Benson
- Scritto da: Jess Carneol, Kay Lenard

### Trama
- Guest star: Phil Chambers (Webster), Ken Lynch (Gibson), I. Stanford Jolley (Jackson), Charles Maxwell (Jeb), William Bryant (Beau), John Pickard (Perkins)

## The Clarion
- Prima televisiva: 9 febbraio 1969
- Diretto da: Lewis Allen
- Scritto da: John Hawkins, Frank Chase

### Trama
- Guest star: William Jordan (Mr. Lech), Connie Sawyer (Mrs. Lewis), Phyllis Thaxter (Ruth Manning), Philip Kenneally (sceriffo Knox), Ed McCready (Purdy), Arthur Peterson (dottor Adams), James Jeter (Cotton), Hamilton Camp (Henry Dobbs), Ken Mayer (Jim North), Simon Oakland (giudice Seth Tabor), S. Newton Anderson (Sam)

## The Lady and the Mountain Lion
- Prima televisiva: 23 febbraio 1969
- Diretto da: Joseph Pevney
- Scritto da: Larry Markes

### Trama
- Guest star: Dabbs Greer (dottor Dunkatt), Rhae Andrece (Joan), Bern Hoffman (barista), Jackie Searl (Lanky Man), Michael Keep (Brett Rankin), Chet Stratton (commesso), Alyce Andrece (Janice), Richard Haydn (Malcolm The Magnificent)

## Five Candles
- Prima televisiva: 2 marzo 1969
- Diretto da: Lewis Allen
- Scritto da: Ken Trevey

### Trama
- Guest star: Louise Fitch (Mrs. Connors), Ted Gehring (Arch Tremayne), Bobby "Boris" Pickett (Gibson), William Keene (dottor Hill), Don Knight (Bristol Toby), Tiffany Bolling (Callie McGill), Eddie Firestone (Banty), Scott Thomas (Jonathan Pike)

## The Wish
- Prima televisiva: 9 marzo 1969
- Diretto da: Michael Landon
- Scritto da: Michael Landon

### Trama
- Guest star: Harrison Page (Jesse), Jerry Summers (Johnson), Barbara Pariot (Beth), Ossie Davis (Sam Davis), Roy Jenson (Craig), Charles Seel (Titus), George Spell (John O. Davis)

## The Deserter
- Prima televisiva: 16 marzo 1969
- Diretto da: Leon Benson
- Scritto da: B. W. Sandefur, John Dunkel

### Trama
- Guest star: Ben Johnson (sergente Samuel Bellis), Duane Grey (Henderson), Robert V. Barron (Turner), Ellen Davalos (Nanita Bellis), Todd Martin (Denton), Lincoln Demyan (Trooper), Ken Drake (Leatham), Ford Rainey (capitano Arnhalt)

## Emily
- Prima televisiva: 23 marzo 1969
- Diretto da: Leon Benson
- Scritto da: Elliot Gilbert, Preston Wood

### Trama
- Guest star: Charles P. Thompson (negoziante), Bill Clark (cittadino), Don Adkins (Assistant), Hal Burton (cittadino), Byron Webster (dottor Stebbins), Harry Holcombe (dottor Lewis), Beth Brickell (Emily McPhail), Ron Hayes (vice Marshal Wade McPhail), Quintin Sondergaard (Hendrix), David McLean (Marshal Calhoun)

## The Running Man
- Prima televisiva: 30 marzo 1969
- Diretto da: Leon Benson
- Scritto da: Ward Hawkins

### Trama
- Guest star: Lee Farr (Sam Torrance), Mary Frann (Barbara Parker), Lawrence Casey (Jess Parker), Robert Pine (Steed Butler), Don Keefer (Billy Harris), Donald Elson (commesso), Ed Long (sceriffo Daniels), Rusty Lane (Tracy), George Sims (Casey)

## The Unwanted
- Prima televisiva: 6 aprile 1969
- Diretto da: Herschel Daugherty
- Scritto da: Thomas Thompson, Suzanne Clauser

### Trama
- Guest star: Charles McGraw (Luke Mansfield), Bonnie Bedelia (Lorrie Mansfield), Harry Holcombe (dottor Martin), Jan-Michael Vincent (Rick Miller)

## Speak No Evil
- Prima televisiva: 20 aprile 1969
- Diretto da: Leon Benson
- Scritto da: Norman Katkov, B. W. Sandefur

### Trama
- Guest star: Gregg Palmer (Terrell), Chick Chandler (giudice Butler), Debbie Smaller (Beth), Charles P. Thompson (Claude), Dana Elcar (Caleb Milton), Kevin Burchett (Coley Claybourne), Ed Peck (Pollard), Ed Bakey (Louby Sains), Patricia Smith (Margaret Claybourne)

## The Fence
- Prima televisiva: 27 aprile 1969
- Diretto da: Lewis Allen
- Scritto da: Ward Hawkins, Milton S. Gelman

### Trama
- Guest star: Verna Bloom (Ellen Masters), Garry Walberg (Bower), Patrick Hawley (Stobbs), Frank Webb (Teddy), Charles Dierkop (Sawyer), John Anderson (Sam Masters), J. D. Cannon (colonnello Jim Hudson), Larry Linville (Will Tyler)

## A Ride in the Sun
- Prima televisiva: 11 maggio 1969
- Diretto da: Leon Benson
- Scritto da: John Hawkins, Peter Germano

### Trama
- Guest star: Jack Collins (vescovo), Robert Hogan (Tobias Horn), Harry Holcombe (dottor Martin), Marj Dusay (April Horn), Anthony Zerbe (John Spain)